# Saroubi
Saroubi ou Surobi, est une ville d'Afghanistan, peuplée de plus de 22 000 habitants en 2007. Elle est le chef-lieu du district de Saroubi, dans l'Est de la province de Kaboul.